# Kōichi Hirakida
Kōichi Hirakida (japonès: 開田幸一)  (Yanagawa, 7 de maig de 1938 - 23 de setembre de 1993) fou un nedador japonès, especialista en papallona, que va competir durant les dècades de 1950 i 1960.
El 1960 va prendre part en els Jocs Olímpics d'Estiu de Roma, on guanyà la medalla de bronze en els 4x100 metres estils del programa de natació. Formà equip amb Kazuo Tomita, Yoshihiko Osaki i Keigo Shimizu. En el seu palmarès també destaca una medalla de plata en els 200 metres papallona dels Jocs Asiàtics de 1958.